# Катунь (Алтайський район)
Кату́нь (рос. Катунь) — селище у складі Алтайського району Алтайського краю, Росія. Входить до складу Айської сільської ради.

## Населення
Населення — 270 осіб (2010; 269 у 2002).
Національний склад (станом на 2002 рік):
- росіяни — 97 %